# 哈爾伯戰役
哈爾伯包圍戰（德語：Kesselschlacht von Halbe，直译：「哈爾伯口袋」）是一場持續時間為1945年4月24日至5月1日的戰鬥，由特奧多爾·布斯步兵上將指揮的德國第9軍團在戰役中被紅軍摧毀。
第9軍團被包圍在柏林東南部施普雷森林地區的一個大口袋中，試圖通過哈尔伯和柏林以南的松樹林向西突圍，與瓦爾特·溫克裝甲兵上將指揮的德國第12軍團會合，隨後向西進軍，向西方盟軍投降。為此第9軍團必須穿過伊萬·科涅夫指揮下的乌克兰第1方面军和格奥尔基·朱可夫指揮下的白俄羅斯第1方面軍的三道防線，從東北方向突圍。
經過激烈的戰鬥，大約3萬名德軍士兵（口袋中的1/3）突圍到達了第12軍團防線相對安全的地方。其餘的被蘇聯軍隊殺死或俘虜；許多俘虜選擇了自殺，例如親衛隊第11裝甲軍團司令马蒂亚斯·克莱因海斯特坎普。

## 战斗序列

### 德军
- 第9集团军
  - 亲卫队第11装甲师
  - 亲卫队第5山地师
  - 第5军
- 陆军支援部队
  - 第21裝甲師
  - 亲卫队第10装甲师
- 第12集团军
  - 第20军
  - 第39装甲军
  - 第41装甲军
  - 第48装甲军

## 後續
這場戰役雙方的傷亡都很大。哈爾伯森林公墓（德語：Waldfriedhof Halbe）埋葬約24,000名德國士兵，使其成為德國最大的二戰戰爭公墓。1945年上半年，約有10,000名身份不明的士兵被殺。紅軍聲稱殺死了6萬名德國士兵並俘虜了12萬名德國士兵。一些消息來源支持這一數量，而其他消息來源則認為該數字被誇大了。數千名紅軍士兵在試圖阻止突圍時犧牲，其中大多數被埋葬在巴魯特-佐森公路（Bundesstraße 96）旁的巴魯特公墓。這些是已知的死者，但每年都會發現更多在戰鬥中陣亡的人的遺骸，因此總數永遠無法得知。